# 张鉴桂
张鉴桂（1893年—1966年），字舜臣，云南省腾冲县人。
1909年与胞兄张鉴泰同时考入云南讲武堂第一期丙班，与朱培德、朱德、唐淮源、寸性奇等为同班同学，曾参与云南辛亥重九起义、护法、护国诸多战役后进入广东，任驻粤滇军参谋长、云南讲武堂韶关分校教育长、中央陆军军官学校南昌分校教育长、国民革命军第三军参谋长、第五集团军参谋长、庐山抗战军事训练班教官、第八战区中将参谋长等职。

## 生平
1909年9月，17岁的张鉴桂与胞兄张鉴泰同时考入云南讲武堂，分配人第一期丙班，与朱培德、朱德、唐淮源、寸性奇等为同班同学。当时，同盟会云南支部在讲武堂和云南新军中甚为活跃，张鉴桂受到革命思潮的影响，常秘密阅读革命书籍，倾向同盟会反清革命。1911年8月毕业，张鉴桂编入李根源第二师任一等副官、中队长等职。10月10日武昌起义爆发，云南革命党人密谋响应。张鉴桂跟随李根源参加了云南辛亥革命“重九起义”。
1915年袁世凯称帝。云南护国军讨袁。张鉴桂随云南陆军护国第二军张开儒部北上讨伐袁世凯，护国第二军由李烈钧率领，经广南进入广西再进广东，参加“二次革命”，反袁世凯称帝活动和“护法”斗争等革命运动，后护国第二军由张开儒率领，张鉴桂任驻粤滇军参谋长。
1917年李根源赴广东任驻粤滇军总司令，1918年在广东韶关筹办云南陆军韶关讲武堂，张鉴桂出任韶关讲武堂教育长。
1920年，韶关讲武堂第二期后中止后，张鉴桂到同学江西朱培德部任参谋处长。1928年任第一集团军第三军第七师参谋长，1929年任陆军第三军官学校付校长兼教育长。1930年，任軍事委員會陸軍編遣整理處處長。1933年，任第一集團軍第三軍少將參謀長，第一集團軍司令部作戰處長。1937年11月第八战区成立，张鉴桂调任第八战区司令长官司令部参谋长。
1939年，张鉴桂进入陆军大学特别将官第三期学校，毕业后继任第八战区中将参谋长。1946年，抗战胜利后，张鉴桂从兰州退役，寓居重庆赋闲，潜心研究古文历史，1965年5月被聘为云南文史专员。
1966年病逝于重庆。2011年其养女张振华为张鉴桂将军在腾冲公墓立一衣冠冢，以资纪念。